# Mare Sirenum
Mare Sirenum es una característica de albedo en la superficie de Marte, localizada con el sistema de coordenadas planetocéntricas a -29.71° latitud N y 205° longitud E. El nombre fue aprobado por la Unión Astronómica Internacional en 1958 y hace referencia al mar Austral, mar del Sur.